# Izvorul Bigăr
Izvorul Bigăr (cunoscut și sub denumirea de Izbucul Bigăr) este o arie protejată de interes național ce corespunde categoriei a IV-a IUCN (rezervație naturală de tip mixt), situată în județul Caraș-Severin, pe teritoriul administrativ al comunei Bozovici.

## Descriere
Rezervația naturală a fost înființată în anul 1982 și declarată arie protejată prin Legea Nr. 5 din 6 martie 2000 publicată în Monitorul Oficial al României Nr. 152 din 12 aprilie 2000 (privind aprobarea planului de amenajare a teritoriului național - Secțiunea a III-a -  arii protejate). O arie  naturală se întinde pe o suprafață de 176,60 hectare și este inclusă în Parcul Național Cheile Nerei - Beușnița. 
Rezervația reprezintă o zonă colinară, cu izvoare, chei, abrupturi calcaroase, văi, lapiezuri, doline, ponoare, peșteri, avene, poiene  și pajiști; cu o faună alcătuită din mamifere (urs brun, râs, lup, vulpe), păsări, reptile, broaște și pești; și o floră (nuc comun, alun turcesc, ghimpe, bujor bănățean) specifice grupări montane a Munților Banatului

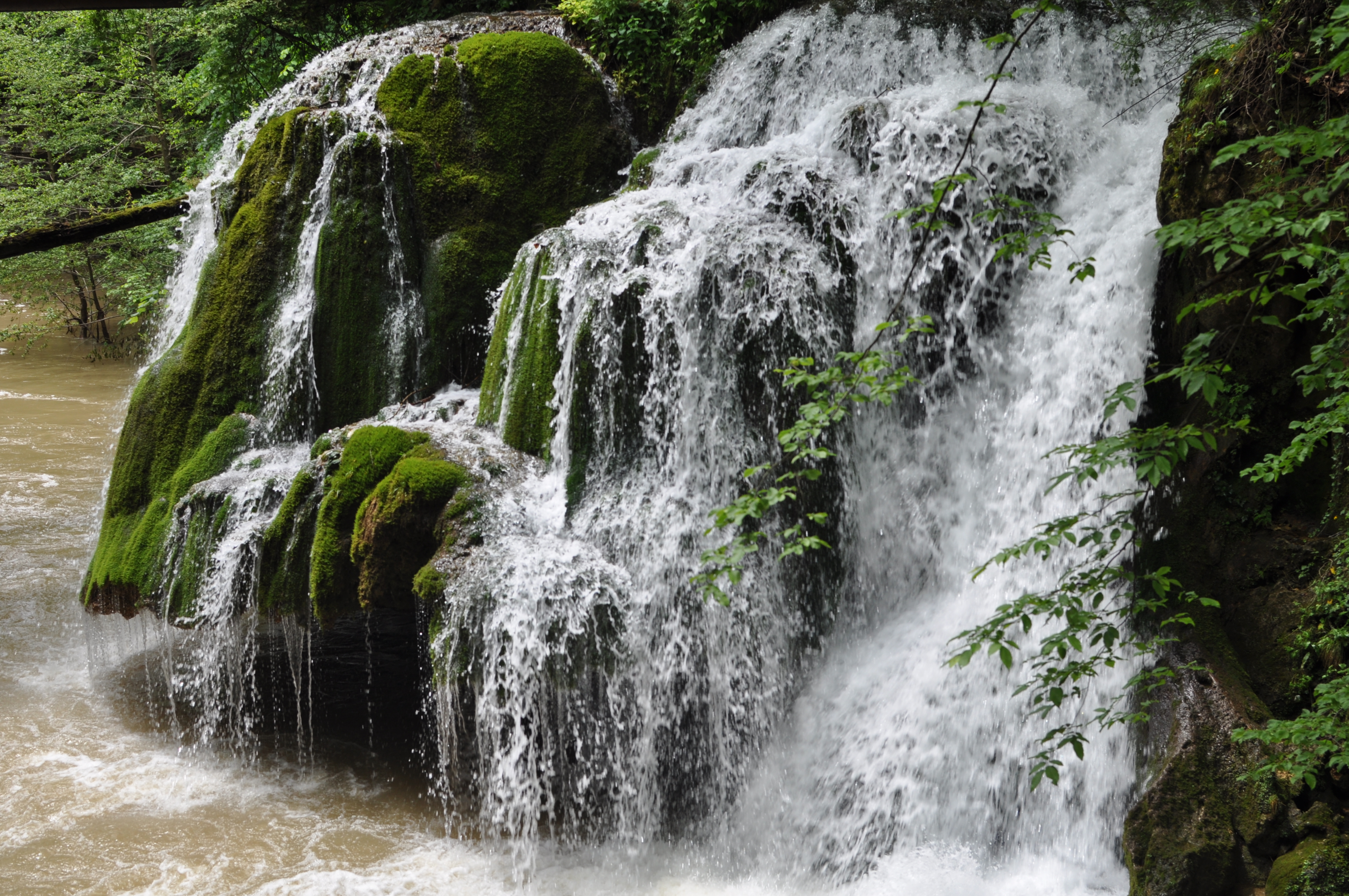
Cascada Bigăr

Izbucul Bigăr este un izvor puternic (de unde termenul izbuc), alimentat de un curs de apă subteran ce străbate peștera cu același nume din Munții Aninei.

## Cascada Bigăr
După circa 200 m, apa izvorului (bogată în calcar) se varsă în râul Miniș de pe un prag stâncos, formând o cascadă de travertin (tuf calcaros), ce poartă numele de Cascada Bigăr.
Paralela 45 nord trece pe lângă această cascadă, fapt marcat în teren printr-un panou geografic.
Site-ul The World Geography a alcătuit în anul 2013 o listă cu cele mai impresionante cascade din lume. Pe primul loc se află Cascada Bigăr din Caraș-Severin.
Anterior, în septembrie 2010, un ghid turistic internațional, National Geographic Traveler - Romania, făcea pentru întâia oară prezentarea acestei cascade în presa turistică de specialitate.

### Prăbușirea din 7 iunie 2021
O placă mare de travertin, în consolă (deci nesusținută), s-a prăbușit în mod natural la data de 7 iunie 2021 in jurul orei 18. „Travertinul și mușchii care s-au acumulat în timp au crescut în dimensiuni și greutate, iar cascada a cedat sub propria greutate”, a anunțat Romsilva. Instituția de stat a respins informațiile lansate de un activist de mediu, potrivit căruia „prăbușirea cascadei Bigăr ar fi fost provocată de captarea apei de către păstrăvăria Valea Miniș”. Dacă apa carbonatată n-ar fi fost parțial deviată spre păstrăvărie, din ea s-ar fi depus cantități și mai mari de carbonat de calciu pe placa din cascadă, care, mult îngreunată, s-ar fi prăbușit deja mai demult. Astfel de fenomene se petrec des în natură, pretutindeni în lume, inclusiv în Romȃnia.

## Căi de acces
- Drumul național (DN57B) Anina - Poneasca - Valea Minișului - rezervație (drumul se urmează doar până în dreptul Cascadei Bigăr, înainte de a ajunge în satul Bozovici).[10]

## Galerie foto

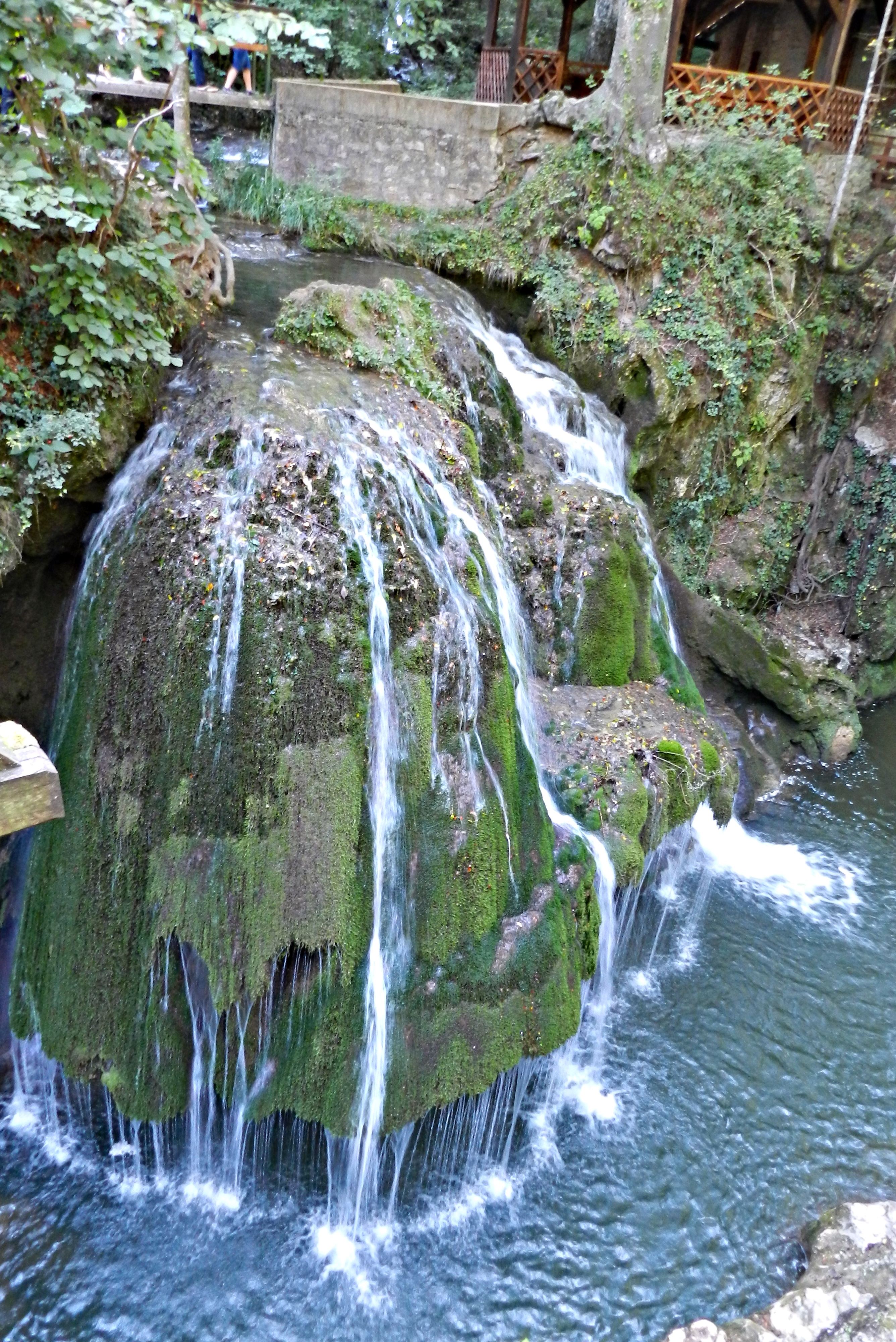
Cascada Bigăr
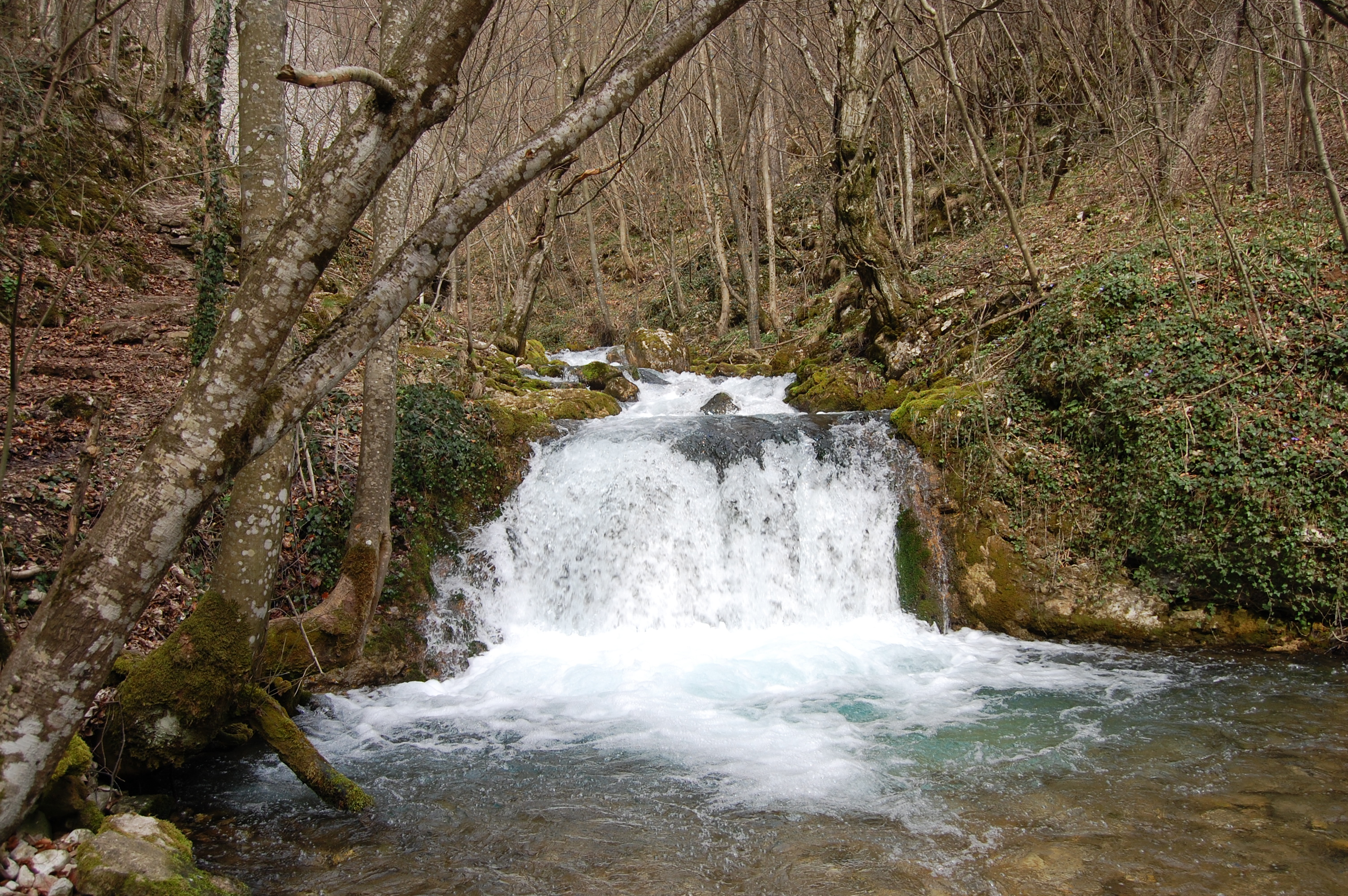
Cascadă la Izbucul Bigăr
Cascada Bigăr
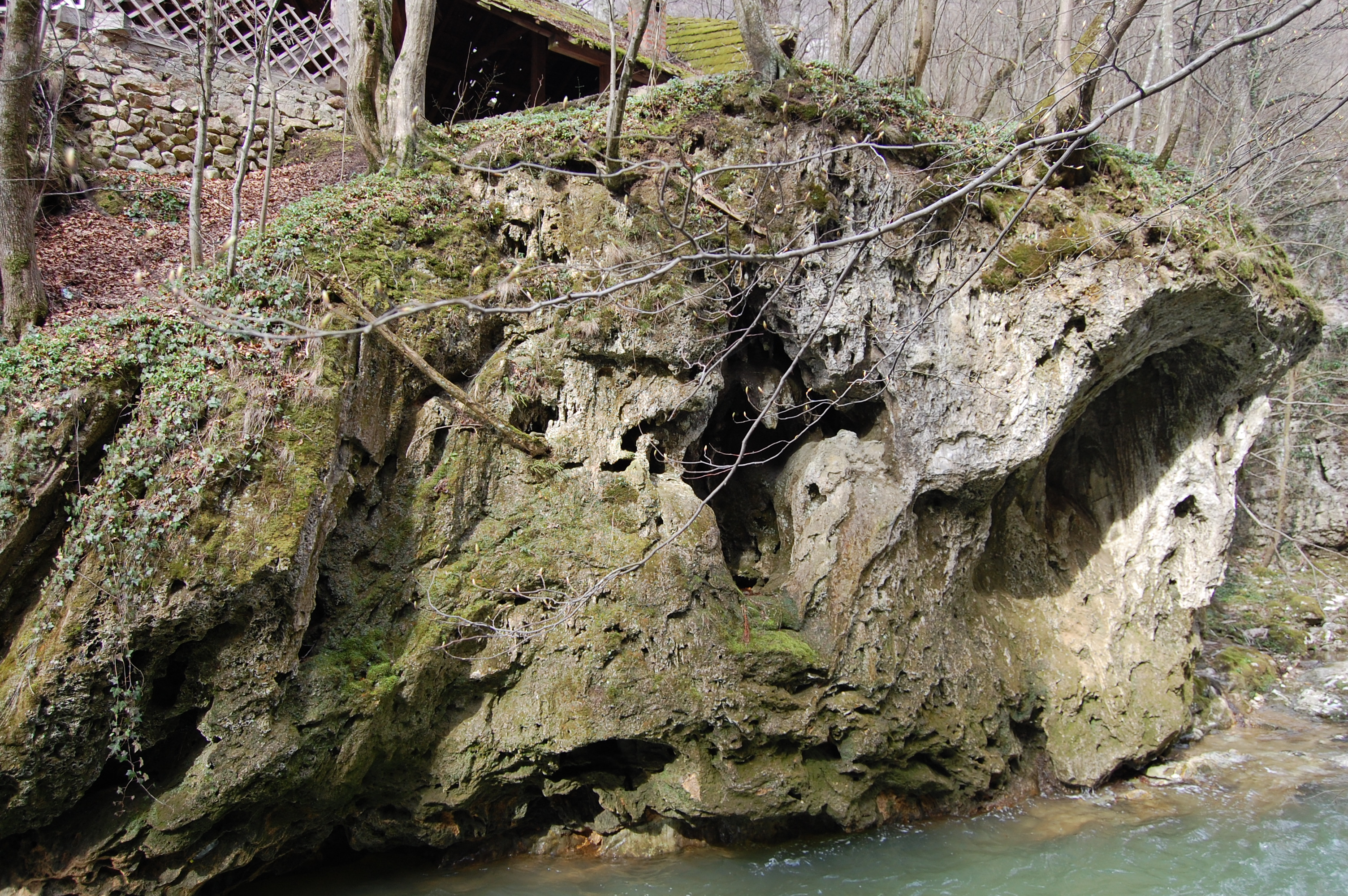
Tuf calcaros la Cascada Bigăr